# Patrice Bergeron
Patrice Bergeron (* 24. července 1985 L'Ancienne-Lorette, Quebec) je bývalý kanadský profesionální hokejový centr a byl také od roku 2020 do roku 2023 kapitánem týmu kanadsko-americké NHL, Boston Bruins. Dva roky hrál juniorskou Quebec Major Junior Hockey League za tým Acadie-Bathurst Titan a v roce 2003 ho ve druhém kole, jako celkově pětačtyřicátého draftovali právě Bruins. V sezoně 2003-04 se hned připojil k Bruins a tak se mu povedl důležitý skok z juniorské ligy přímo do NHL. Za kanadskou reprezentaci vyhrál už čtyři zlaté medaile, na mistrovstvích světa v letech 2004 a 2005 a také na olympijských hrách v roce 2010 a 2014. Nejvíce je znám jako univerzální útočník. Je šestinásobným držitelem Frank J. Selke Trophy pro nejlépe bránícího útočníka NHL, čímž překonává rekord Boba Gaineyho v počtu ocenění. Je členem Triple Gold Clubu, jenž sdružuje hráče, kteří vyhráli všechny tři hlavní hokejové turnaje (Stanley Cup, olympijské hry a mistrovství světa).
Dne 25. července 2023 oznámil konec kariéry. V Boston Bruins působil 20 sezon.

## Hráčská kariéra

### Počátky profesionální kariéry
Jako číslo 45 celkově si ho ve vstupním draftu do NHL v roce 2003 vybrali Boston Bruins. V nováčkovské sezoně si zahrál Utkání mladých hvězd na ledě Minnesota Wild a v základní části si připsal 39 bodů v 71 zápasech. Kvůli stávce, která se konala v NHL v sezoně 2004-05, odehrál další sezonu v nižší AHL za bostonskou farmu Providence Bruins, kde si v 68 zápasech připsal pěkných 61 bodů. V sezoně 2005-06, kdy NHL pokračovala, vstřelil 31 gólů a připsal si 73 bodů a už ve své druhé sezoně v NHL, v dvaceti letech, byl vůdcem týmu Bruins. V sezoně 2006-07 svůj výkon udržel a v 77 zápasech si připsal 70 bodů.

### Otřes mozku
27. října 2007 Bergerona narazil zezadu na hrazení obránce Philadelphia Flyers Randy Jones. Úder ho vystřelil přímo na hrazení a Bergeron upadl do bezvědomí. Několik minut ležel bezhybně na ledě než byl odvezen na nosítkách a převezen do Massachusetts General Hospital. Skončil se zlomeným nosem a otřesem mozku třetího stupně, zatímco Jones vyfasoval dvouzápasový trest od disciplinární komise NHL. Veřejně se Bergeron o zranění vyjádřil až 8. listopadu.
19. ledna 2008, novináři z The Boston Globe napsali, že ho generální manažer Bruins Peter Chiarelli poslal na dovolenou a že Bergeron už se v sezoně nevrátí. Na začátku března 2008 trénoval Bergeron pouze s brankářem Mannym Fernandezem, který se léčil po operaci kolene. Postupně se dostal až ke kontaktnímu tréninku a měl se do týmu nakonec vrátit do prvního kola play-off proti Montreal Canadiens, ale týmoví lékaři mu to nedovolili.
V polovině června 2008 už prý nejevil žádné známky zranění a později se, společně s brankářem Fernandezem, zúčastnil výchovného kempu Bruins, kam obvykle chodí prospekti (hráči z nižších lig), než naskočil do hlavního tréninkového kempu Bruins. Do akce se v dresu bostonského týmu vrátil 22. září 2008 v přípravném zápase proti Canadiens na neutrálním hřišti v Halifaxu.
23. října 2008 vstřelil do sítě Toronto Maple Leafs svůj první gól od doby co ho Jones zranil. 20. prosince téhož roku, v zápase proti Carolina Hurricanes, se srazil z obráncem Dennisem Seidenbergem a očividně utrpěl zranění hlavy nebo krku. Nakonec opustil zápas s dalším otřesem mozku, z nemocnice ho ale vydali jako zdravého den poté.

### Reprezentace
Po skončení své nováčkovské sezony byl Bergeron nominován do kanadské reprezentace na nadcházející mistrovství světa v Praze. Ve svém debutu vstřelil gól a nakonec dokráčel až ke zlaté medaili.
Další rok si zahrál opět mistrovství světa, tentokrát v juniorské kategorii, které se hrálo ve státě Severní Dakota. Do týmu byl uvolněn ze služeb Providence Bruins, kde hrál kvůli stávce v NHL. Mohl hrát juniorské mistrovství už rok předtím, ale Boston Bruins ho nepustili, protože hrál v NHL. S 5 góly a 8 asistencemi si připsal 13 bodů ve vydařeném turnaji po boku Sidney Crosbyho. Ve finále, kde Kanada porazila Rusko 6:1 si připsal také jeden gól a jako vítěz kanadského bodování turnaje byl jmenován i nejužitečnějším hráčem turnaje. Vítězstvím ve finále se stal prvním hokejistou, který vyhrál seniorské zlato ještě před tím juniorským.
V roce 2006 už opět hrál na mistrovství světa a skončil druhý v kanadském bodování se 14 body. Hrál opět v jedné lajně s Crosbym. O rok později byl opět pozván, odmítl ale a jako důvod udal, že se chce zotavit ze zranění, které utrpěl v předcházející sezoně.
30. prosince 2009 byl nominován do kanadského výběru pro nadcházející olympijské hry. Byl jediným hráčem, který se nezúčastnil výběrového kempu v létě 2009. Mnoho expertů předpokládalo, že bude opět hrát s Crosbym, nakonec Bergeron skončil jako 13. forvard a chodil především na hru v oslabení a vhazování v defenzivním pásmu Kanady.

## Ocenění a úspěchy
- 2002 QMAAA – Druhý All-Star Tým
- 2004 NHL – YoungStars Roster
- 2005 AHL – All-Star Game
- 2005 MSJ – All-Star Tým
- 2005 MSJ – Nejužitečnější hráč
- 2005 MSJ – Nejproduktivnější hráč
- 2006 MS – Top tří nejlepších hráčů v týmu
- 2011 NHL – Vítězný gól
- 2011 Triple Gold Club
- 2012 NHL – NHL Plus/Minus Award
- 2012 NHL – Frank J. Selke Trophy
- 2013 NHL – Nejlepší hráč na vhazování
- 2013 NHL – King Clancy Memorial Trophy
- 2013 Sp – Nejproduktivnější hráč
- 2014 NHL – Frank J. Selke Trophy
- 2014 NHL – NHL Foundation Player Award
- 2015 NHL – All-Star Game
- 2015 NHL – Nejlepší hráč na vhazování
- 2015 NHL – Frank J. Selke Trophy
- 2016 NHL – All-Star Game
- 2017 NHL – Frank J. Selke Trophy
- 2021 NHL – Nejlepší hráč na vhazování
- 2021 NHL – Mark Messier Leadership Award
- 2022 NHL – All-Star Game
- 2022 NHL – Nejlepší hráč na vhazování
- 2022 NHL – Frank J. Selke Trophy
- 2023 NHL – Frank J. Selke Trophy

## Prvenství
- Debut v NHL – 8. října 2003 (Boston Bruins proti New Jersey Devils)
- První asistence v NHL – 15. října 2003 (Dallas Stars proti Boston Bruins)
- První gól v NHL – 18. října 2003 (Los Angeles Kings proti Boston Bruins, českému brankáři Romanu Čechmánkovi)
- První hattrick v NHL – 11. ledna 2011 (Boston Bruins proti Ottawa Senators)

## Klubová statistika
| Sezóna       | Klub                  | Soutěž       |      | Základní část | Základní část | Základní část | Základní část | Základní část |    | Play off | Play off | Play off | Play off | Play off |
| Sezóna       | Klub                  | Soutěž       | Z    | G             | A             | B             | TM            | Z             | G  | A        | B        | TM       |          |          |
| 2001/02      | Acadie-Bathurst Titan | QMJHL        | 4    | 0             | 1             | 1             | 0             | —             | —  | —        | —        | —        |          |          |
| 2002/03      | Acadie-Bathurst Titan | QMJHL        | 70   | 23            | 50            | 73            | 62            | 11            | 6  | 7        | 15       | 6        |          |          |
| 2003/04      | Boston Bruins         | NHL          | 71   | 16            | 23            | 39            | 22            | 7             | 1  | 3        | 4        | 0        |          |          |
| 2004/05      | Providence Bruins     | AHL          | 68   | 21            | 40            | 61            | 59            | 16            | 5  | 7        | 12       | 4        |          |          |
| 2005/06      | Boston Bruins         | NHL          | 81   | 31            | 42            | 73            | 22            | —             | —  | —        | —        | —        |          |          |
| 2006/07      | Boston Bruins         | NHL          | 77   | 22            | 48            | 70            | 26            | —             | —  | —        | —        | —        |          |          |
| 2007/08      | Boston Bruins         | NHL          | 10   | 3             | 4             | 7             | 2             | —             | —  | —        | —        | —        |          |          |
| 2008/09      | Boston Bruins         | NHL          | 64   | 8             | 31            | 39            | 16            | 11            | 0  | 5        | 5        | 11       |          |          |
| 2009/10      | Boston Bruins         | NHL          | 73   | 19            | 33            | 52            | 28            | 13            | 4  | 7        | 11       | 2        |          |          |
| 2010/11      | Boston Bruins         | NHL          | 80   | 22            | 35            | 57            | 26            | 23            | 6  | 14       | 20       | 28       |          |          |
| 2011/12      | Boston Bruins         | NHL          | 81   | 22            | 42            | 64            | 20            | 7             | 0  | 2        | 2        | 8        |          |          |
| 2012/13      | HC Lugano             | NLA          | 21   | 11            | 18            | 29            | 8             | —             | —  | —        | —        | —        |          |          |
| 2012/13      | Boston Bruins         | NHL          | 42   | 10            | 22            | 32            | 18            | 22            | 9  | 6        | 15       | 13       |          |          |
| 2013/14      | Boston Bruins         | NHL          | 80   | 30            | 32            | 62            | 43            | 12            | 3  | 6        | 9        | 4        |          |          |
| 2014/15      | Boston Bruins         | NHL          | 81   | 23            | 32            | 55            | 44            | —             | —  | —        | —        | —        |          |          |
| 2015/16      | Boston Bruins         | NHL          | 80   | 32            | 36            | 68            | 49            | —             | —  | —        | —        | —        |          |          |
| 2016/17      | Boston Bruins         | NHL          | 79   | 21            | 32            | 53            | 24            | 6             | 2  | 2        | 4        | 2        |          |          |
| 2017/18      | Boston Bruins         | NHL          | 64   | 30            | 33            | 63            | 26            | 11            | 6  | 10       | 16       | 2        |          |          |
| 2018/19      | Boston Bruins         | NHL          | 65   | 32            | 47            | 79            | 30            | 24            | 9  | 8        | 17       | 12       |          |          |
| 2019/20      | Boston Bruins         | NHL          | 61   | 31            | 25            | 56            | 28            | 13            | 2  | 6        | 8        | 6        |          |          |
| 2020/21      | Boston Bruins         | NHL          | 54   | 23            | 25            | 48            | 16            | 11            | 4  | 5        | 9        | 4        |          |          |
| 2021/22      | Boston Bruins         | NHL          | 73   | 25            | 40            | 65            | 32            | 7             | 3  | 4        | 7        | 4        |          |          |
| 2022/23      | Boston Bruins         | NHL          | 78   | 27            | 31            | 58            | 22            | 3             | 1  | 0        | 1        | 0        |          |          |
| Celkem v NHL | Celkem v NHL          | Celkem v NHL | 1294 | 427           | 613           | 1040          | 494           | 170           | 50 | 78       | 128      | 96       |          |          |

## Reprezentace
| Rok                       | Tým                       | Soutěž                    | Z  | G  | A  | B  | TM |
| ------------------------- | ------------------------- | ------------------------- | -- | -- | -- | -- | -- |
| 2004                      | Kanada                    | MSJ                       | 9  | 1  | 0  | 1  | 4  |
| 2005                      | Kanada 20                 | MSJ                       | 6  | 5  | 8  | 13 | 6  |
| 2006                      | Kanada                    | MS                        | 9  | 6  | 8  | 14 | 2  |
| 2010                      | Kanada                    | OH                        | 7  | 0  | 1  | 1  | 2  |
| 2012                      | Kanada                    | Sp                        | 4  | 1  | 4  | 5  | 4  |
| 2014                      | Kanada                    | OH                        | 6  | 0  | 2  | 2  | 4  |
| 2016                      | Kanada                    | SP                        | 6  | 4  | 3  | 7  | 2  |
| Seniorská kariéra celkově | Seniorská kariéra celkově | Seniorská kariéra celkově | 41 | 12 | 18 | 30 | 18 |